# شربورن-این-المت
شربورن-این-المت (به انگلیسی: Sherburn-in-Elmet) یک روستا و محله مدنی در بریتانیا است که در سلبی واقع شده‌است. شربورن-این-المت ۶٬۶۵۷ نفر جمعیت دارد.

## نگارخانه

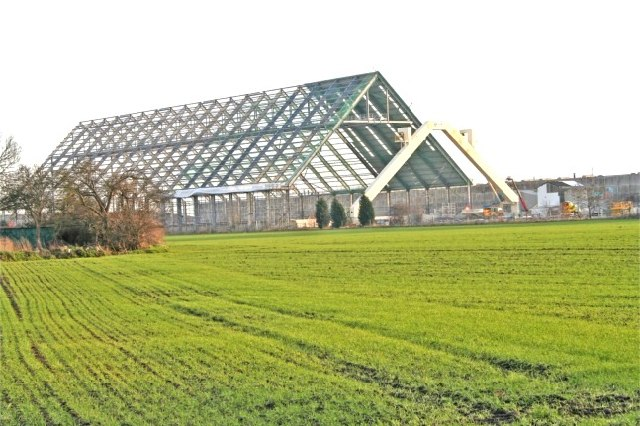
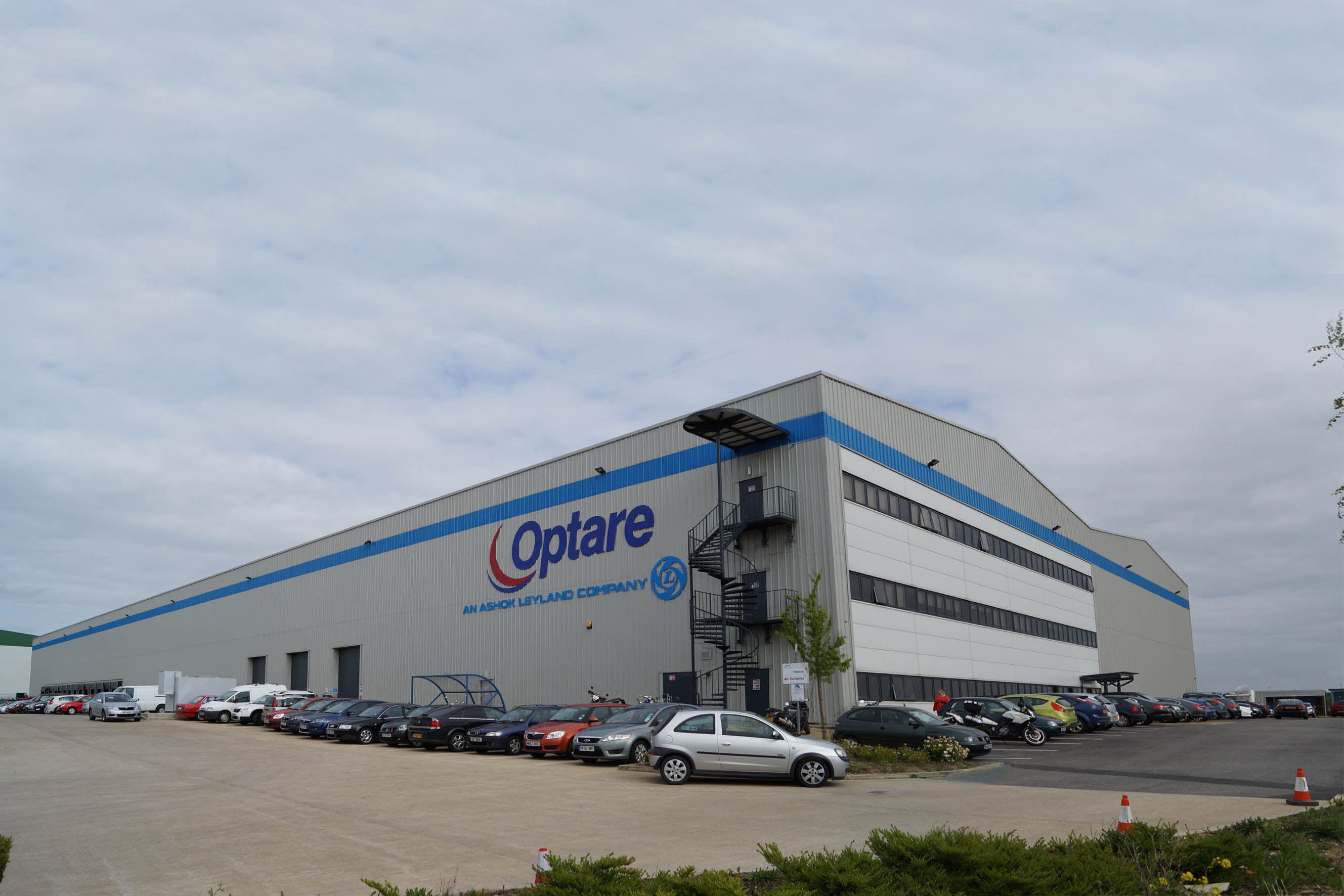